# Remo Bertoni
Remo Bertoni   (Varese, 21 de juny de 1909 - Milà, 18 de setembre de 1973) va ser un ciclista italià que fou professional entre 1929 i 1939. El seu èxit més important fou la medalla de plata al Campionat del Món de ciclisme de 1932 i una etapa del Giro d'Itàlia del mateix any.

## Palmarès
- 1929
  -  Campió d'Itàlia de la categoria independent
  -  Medalla de plata al Campionat del Món de Ciclisme Amateur
- 1931
  - 1r del Gran Premi Bendoni
  - 1r del Gran Premi Masnego
  - Vencedor de 2 etapes al Giro de la Campània
- 1932
  - 1r de la Treviso-Monte Grappa
  - Vencedor d'una etapa del Giro d'Itàlia
  -  Medalla de plata del Campionat del Món de ciclisme
- 1933
  - 1r de la Pistoia-Prunetta
- 1934
  - 1r de la Castellanza-Macugnaga
  - 1r de la Cittiglio-Leffe
  -  Vencedor del Gran Premi de la Muntanya al Giro d'Itàlia
- 1938
  - 1r de la Copa Victoria
- 1939
  -  Campió d'Itàlia de Ciclocross

### Resultats al Giro d'Itàlia
- 1932. 3r de la classificació general i vencedor d'una etapa
- 1933. 19è de la classificació general
- 1934. 6è de la classificació general i vencedor del Gran Premi de la Muntanya
- 1935. 6è de la classificació general

### Resultats al Tour de França
- 1935. Abandona (8a etapa)